# Jaimee Kaire-Gataulu
Jaimee Kaire-Gataulu, född 7 april 1987 i Nya Zeeland, skådespelerska. 
Hon har erfarenhet av film, TV och radio. Hon har varit med i ett antal småfilmer och har varit reporter i ett TV-program. Hon blev nog mest känd med TV-serien "The Tribe" som Cloe. Hon var med i säsong 1-4. Men hon har inte haft många roller efter "The Tribe"; hon var med i Xena: Warrior Princess, där hon spelade det föräldralösa barnet.
Hon sjunger med i cd:n The Tribe, Abe Messiah i ett antal låtar.